# Abyss Studio
Koordinaten: 60° 16′ 54″ N, 15° 0′ 49,2″ O
Das Abyss Studio ist ein schwedisches Musikstudio. Es liegt im ca. 125 Einwohner zählenden Dorf Pärlby, in der Gemeinde Ludvika, rund 200 km nordwestlich von Stockholm. Spezialisiert ist das Studio auf alle Produktionsschritte bei einer Musikproduktion, es werden also sowohl die Aufnahmen als auch die Abmischung und das Mastering durchgeführt. Betrieben wird es von Peter Tägtgren. Die Hauptkundschaft besteht aus Metal-Bands.

## Geschichte
Gegründet wurde das Abyss Studio 1994 in Stockholm. Ein Jahr später zog Peter Tägtgren auf das Gelände einer aufgegebenen psychiatrischen Klinik in Pärlby. Die Anstalt war nach dem Ersten Weltkrieg für geistig verwirrte ältere Menschen gegründet worden. Sie bildet das Dorfzentrum Pärlbys. Um das Gebäude herum gibt es noch mehrere kleinere Häuser, in denen die ehemaligen Angestellten und Pfleger lebten.
Ende der 1980er Jahre wurde die Anstalt durch die Regierung geschlossen und in ein Flüchtlings-/Asylbewerberheim umgebaut. Nach nur drei Jahren Benutzung wurde das Heim aufgegeben und die Häuser mit den darin entstandenen Wohnungen verkauft und vermietet. Tägtgren und seine damalige Frau mieteten sich eine der Wohnungen, und eines der Häuser, in denen das Musikstudio untergebracht wurde. Lange Zeit galt das Anwesen als verflucht. So wurden mehrere Bücher über die Anstalt geschrieben und selbst ehemalige Angestellte berichteten von Geistervisionen. Auch in den Folgejahren berichteten einige Bands und Musiker, u. a. Dimmu Borgir und Marduk, von Spukgeschichten. Der ehemalige Dark-Funeral-Sänger, Masse „Emperor Magus Caligula“ Broberg, weigerte sich sogar, in dem Gebäude zu schlafen.
Bis Ende der 90er Jahre wurde das Studio stetig vergrößert. Die damit einhergehenden steigenden Mietkosten veranlassten Tägtgren Ende der 1990er, einen Kredit aufzunehmen und das Haus, in dem das Studio sich befand, zu kaufen. Die übrigen Häuser befanden sich zu diesem Zeitpunkt im Besitz einer Eigentumswohnungs-Agentur mit Sitz in Stockholm, für die die Häuser lediglich ein Ärgernis darstellten, da sie sich nicht verkaufen ließen. Aufgrund dessen bekam Tägtgren für den Häuserkauf ein gutes Angebot, auf das er einging. Heutzutage wird ein Großteil der Häuser wieder durch Tägtgren vermietet.
Ende 2001 plante Tägtgren das Abyss Studio zu schließen, da er enttäuscht und wütend über den Umstand war, dass er von Teilen der Metal-Szene als „Wahrzeichen“ zum Verkaufen von Alben „missbraucht“ wurde. In einem Interview mit dem Webzine Bravewords.com äußerte er sich wie folgt:

“I'm closing down Abyss Studios because of me. […] I am not a fucking trademark, I am not a selling point. Fuck everything. I don't want to be a part of that shit, no matter how much money I make or how much money I get for having my name on a CD for doing this and that. Fuck that; that's not what I'm about and I've never been about that. I've just been very fortunate to have all these bands coming into my studio, and fortunate enough to have these bands sell a lot of records, but now I'm doing Hypocrisy and Pain 100%. I'm not going to produce anymore because it's fucking shit. It's just a fucking industry and I don't want to be a part of it. It feels like a soap opera.”

„Ich habe mich entschlossen, das Abyss Studio zu schließen. […] Ich bin kein verdammtes Markenzeichen und auch kein Verkaufsargument. Scheiß auf alles. Ich will nicht Teil von all diesem Mist sein, egal wie viel Geld ich verdiene oder wie viel Geld ich bekomme, damit mein Name auf einer CD steht oder ich dies und das tue. Scheiß drauf, das bin nicht ich, und wollte ich auch nie sein. Ich habe einfach Glück, dass all diese Bands in mein Studio kommen und dann auch noch viele CDs absetzen. Ich werde mich jetzt zu 100 % auf Hypocrisy und Pain konzentrieren. Ich werde nicht mehr produzieren, weil es Scheiße ist. Es [die Musikindustrie] ist nur eine verdammte Industrie und ich will nicht Teil dessen sein. Es fühlt sich an wie in einer Seifenoper.“

Im Jahr 2002 produzierte Tägtgren daraufhin tatsächlich nur ein Hypocrisy-Album und begann erst 2003 wieder allmählich für andere Bands zu produzieren. Anders als zuvor wolle er sich aber nicht mehr regulär buchen lassen und nicht für alle Bands arbeiten, sondern „nur noch bei Bands, die [er] sehr gut kenne und deren Songs [er] auch so gut finde, dass [er] die unbedingt produzieren w[olle]“.
Den Kern des Abyss Studios stellt heutzutage das 150 m² große Aufnahmestudio in der ehemaligen Anstalt dar.

## Bekannte Kunden und Werke
In den Abyss Studios nahmen schon viele Größen der schwedischen und internationalen Metal-Szene Alben auf. Die folgende Tabelle gibt eine Auswahl der bedeutendsten Alben wieder, die in den Abyss Studios aufgenommen wurden.
| VÖ-Jahr | Band                 | Album                                                    | Prozess                               |
| ------- | -------------------- | -------------------------------------------------------- | ------------------------------------- |
| 1995    | Naglfar              | Vittra                                                   | Aufnahmen                             |
| 1996    | Amon Amarth          | Sorrow Throughout the Nine Worlds                        | Aufnahmen                             |
| 1996    | Dark Funeral         | The Secrets of the Black Arts                            | Aufnahmen und Abmischung              |
| 1996    | Hypocrisy            | Abducted                                                 | Aufnahmen und Abmischung              |
| 1997    | Dimmu Borgir         | Enthrone Darkness Triumphant                             | Aufnahmen und Abmischung              |
| 1997    | Hypocrisy            | The Final Chapter                                        | Aufnahmen und Abmischung              |
| 1998    | Amon Amarth          | Once Sent from the Golden Hall                           | Abmischung und Mastering              |
| 1998    | Dark Funeral         | Vobiscum Satanas                                         | Aufnahmen und Abmischung              |
| 1998    | Gorgoroth            | Destroyer – Or About How to Philosophize with the Hammer | Abmischung                            |
| 1998    | Dimmu Borgir         | Godless Savage Garden                                    | Aufnahmen und Abmischung              |
| 1998    | Vondur               | The Galactic Rock’n’Roll Empire                          | Abmischung                            |
| 1999    | Pain                 | Rebirth                                                  | Aufnahmen und Abmischung              |
| 1999    | Immortal             | At the Heart of Winter                                   | Aufnahmen                             |
| 1999    | Dimmu Borgir         | Spiritual Black Dimensions                               | Aufnahmen und Abmischung              |
| 1999    | Hypocrisy            | Hypocrisy                                                | Aufnahmen und Abmischung              |
| 1999    | Amon Amarth          | The Avenger                                              | Abmischung und Mastering              |
| 2000    | Dark Funeral         | Teach Children to Worship Satan                          | Aufnahmen und Abmischung              |
| 2000    | Immortal             | Dammned in Black                                         | Aufnahmen                             |
| 2000    | Hypocrisy            | Into the Abyss                                           | Aufnahmen und Abmischung              |
| 2000    | Enslaved             | Mardraum: Beyond the Within                              | Aufnahmen und Abmischung              |
| 2000    | Children of Bodom    | Follow the Reaper                                        | Aufnahmen und Abmischung              |
| 2001    | Amon Amarth          | The Crusher                                              | Aufnahmen (außer zu Eyes of Horror)   |
| 2001    | Marduk               | La grande Danse macabre                                  | Aufnahmen                             |
| 2001    | Dark Funeral         | Diabolis interium                                        | Aufnahmen und Abmischung              |
| 2002    | Pain                 | Nothing Remains the Same                                 | Aufnahmen und Abmischung              |
| 2002    | Hypocrisy            | Catch 22                                                 | Aufnahmen und Abmischung              |
| 2003    | Marduk               | World Funeral                                            | Aufnahmen und Abmischung              |
| 2003    | Astral Doors         | Of the Son and the Father                                | Abmischung                            |
| 2004    | Hypocrisy            | The Arrival                                              | Aufnahmen und Abmischung              |
| 2004    | Wolf                 | Evil Star                                                | Aufnahmen                             |
| 2004    | Grave                | Fiendish Regression                                      | Aufnahmen und Abmischung              |
| 2005    | Astral Doors         | Evil Is Forever                                          | Aufnahmen und Abmischung              |
| 2005    | Pain                 | Dancing with the Dead                                    | Aufnahmen und Abmischung              |
| 2005    | Hypocrisy            | Virus                                                    | Aufnahmen                             |
| 2005    | Astral Doors         | Raiders of the Ark                                       | Abmischung und Mastering              |
| 2005    | Dimmu Borgir         | Stormblåst 2005                                          | Aufnahmen und Abmischung              |
| 2006    | Astral Doors         | Astralism                                                | Abmischung                            |
| 2006    | Grave                | As Rapture Comes                                         | Gesangsaufnahmen und Abmischung       |
| 2007    | Pain                 | Psalms of Extinction                                     | Aufnahmen und Abmischung              |
| 2007    | Candlemass           | King of the Grey Islands                                 | Abmischung                            |
| 2007    | Astral Doors         | New Revelation                                           | Abmischung                            |
| 2008    | Pain                 | Cynic Paradise                                           | Aufnahmen, Programmierung, Abmischung |
| 2008    | Devian               | God to the Illfated                                      | Aufnahmen und Abmischung              |
| 2009    | Scar Symmetry        | Dark Matter Dimensions                                   | Aufnahmen                             |
| 2009    | Immortal             | All Shall Fall                                           | Aufnahmen                             |
| 2009    | Hypocrisy            | A Taste of Extreme Divinity                              | Aufnahmen und Abmischung              |
| 2009    | Dark Funeral         | Angelus exuro pro eternus                                | Aufnahmen und Abmischung              |
| 2010    | Sabaton              | Coat of Arms                                             |                                       |
| 2010    | October Tide         | A Thin Shell                                             | Aufnahmen und Abmischung              |
| 2011    | Legion of the Damned | Descent into Chaos                                       | Aufnahmen                             |
| 2011    | Belphegor            | Blood Magick Necromance                                  | Aufnahmen und Abmischung              |
| 2011    | Scar Symmetry        | The Unseen Empire                                        | Aufnahmen                             |
| 2011    | Pain                 | You Only Live Twice                                      | Aufnahmen und Abmischung              |
| 2012    | Sabaton              | Carolus Rex                                              |                                       |
| 2013    | Hypocrisy            | End of Disclosure                                        | Aufnahmen und Abmischung              |
| 2013    | Amorphis             | Circle                                                   | Aufnahmen und Abmischung              |
| 2014    | Sabaton              | Heroes                                                   | Aufnahmen und Abmischung              |
| 2015    | Lindemann            | Skills in Pills                                          | Aufnahmen und Abmischung              |
| 2016    | Pain                 | Coming Home                                              | Aufnahmen und Abmischung              |
| 2016    | Sabaton              | The Last Stand                                           | Aufnahme und Abmischung               |
| 2019    | Lindemann            | F&M                                                      | Aufnahme und Abmischung               |
| 2021    | Hypocrisy            | Worship                                                  | Aufnahme und Abmischung               |